# 가브릴 포포프

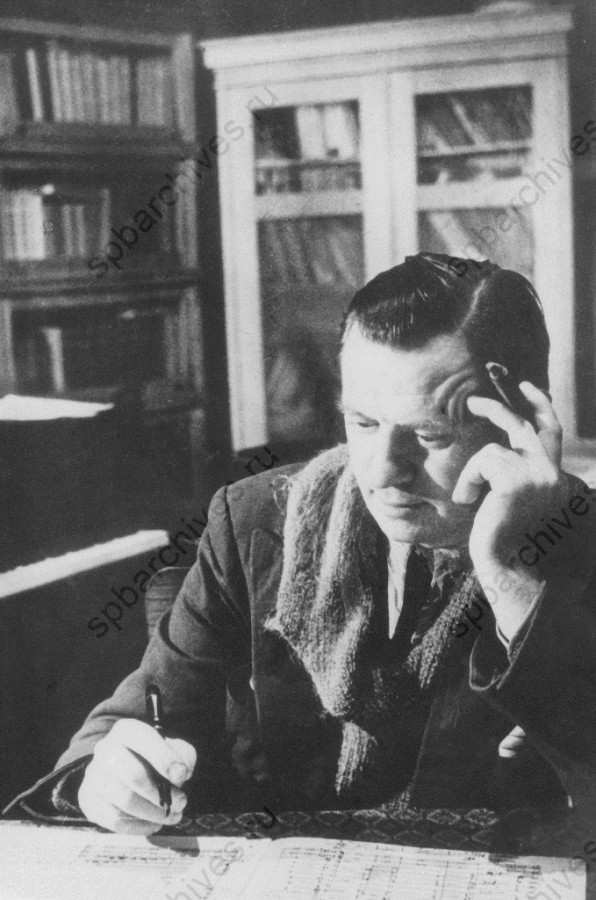
1941년 모습

가브릴 포포프(Gavriil Popov, 본명: 가브릴 니콜라예비치 포포프, 러시아어: Гаврии́л Никола́евич Попо́в, 1904년 9월 12일 ~ 1972년 2월 17일)는 소련의 작곡가였다.

## 생애와 경력
포포프는 1922년부터 1930년까지 레닌그라드 음악원에서 레오니드 블라디미로비치 니콜라예프, 블라디미르 셰르바초프, 막시밀리안 슈타인버그와 함께 공부했다. 그는 약간 어린 동시대 사람 드미트리 쇼스타코비치의 원초적인 재능을 가진 것으로 여겨졌다.
그의 초기 작품, 특히 플루트, 트럼펫, 클라리넷, 바순, 바이올린, 첼로, 베이스를 위한 7중주(또는 실내 교향곡)(Op. 2, 1927)와 교향곡 1번(Op. 7)은 인상적으로 강력하고 미래지향적이다. 이 교향곡은 1935년 레닌그라드 필하모니에서 초연되었고, 지역 검열관에 의해 즉시 금지되었다. 포포프는 당시 끔찍한 낙인이었던 형식주의 혐의를 받았다. 포포프는 쇼스타코비치와 함께 모스크바에서 금지에 대한 항소에서 승소했지만, 그럼에도 불구하고 이 교향곡은 1972년까지 다시 연주되지 않았다. 포포프의 첫 번째 교향곡이 쇼스타코비치의 교향곡 4번에 미친 영향은 분명하다.
자신의 검열 사건과 1936년 쇼스타코비치에 대한 익명의 비난 이후, 포포프는 형식주의에 대한 추가 비난을 피하기 위해 보다 보수적인 관현악법으로 작곡하기 시작했다. 알코올 중독에도 불구하고 포포프는 완성된 교향곡 6개를 포함하여 오케스트라를 위한 많은 작품을 제작했다. 소련 체제의 제약 하에 쓰여진 그의 많은 작품은 국가 당국이 규정한 소련의 삶과 공산주의 영웅에 대한 찬사이다. 그의 교향곡 4번의 부제가 "조국의 명예"이고, "우리 당에 대한 명예"라는 제목의 시-칸타타가 그 예이다. 그럼에도 불구하고, 녹음된 몇 안 되는 작품들은 거의 온전한 창작력을 증명한다. 최근 연구에 따르면 그의 초기 시절의 진보적인 미적 접근 방식은 정치적으로 더 접근하기 쉬운 형태로 변형되어 비밀리에 보관되었지만, 매우 사회 비판적인 음악 언어를 유지하고 있다. 그의 멜로디와 악기의 창작은 날카로웠고, 러시아 민속 음악에 깊이 뿌리를 두고 있다. 헤르만 아벤트로트(Urania LP)가 녹음한 교향곡 2번과 같이 선전 영화에서 각색한 작품조차도 매우 감동적일 수 있다. 오케스트라에 대한 그의 감각은 뛰어나고 경쾌했으며, 대규모 현악 오케스트라를 위한 거대한 교향곡 3번에서 발견되는 대규모 형식적 패턴에 대한 그의 이해는 똑같이 뛰어난다. 교향곡 6번 "축제"는 일종의 경련적이고 불안한 활력을 드러낸다. 포포프는 또한 여러 영화 음악을 썼다. 1946년에 스탈린상을 수상했다.